# San Theodoros
San Teodoro (o San Theodoros) es una república sudamericana ficticia creada por el dibujante y guionista belga Hergé y que aparece en algunos de los álbumes de Las aventuras de Tintín.

## Tintín y San Teodoro
En la ficción, San Teodoro es una inestable república sudamericana cuya capital corresponde a Las Dopicos (si bien tras el último de los golpes de Estado del general Tapioca, cambió su nombre a Tapiocápolis, y tras el retorno al poder por parte del general Alcázar, lo modificó de nuevo su denominación). Su principal río es el Badurayal, a orillas del cual, en la región selvática del país, vive la tribu de los Arumbayas. El país logrará su independencia en el siglo XIX, tras la lucha emprendida por el general Olivaro (1805-1899).
En el álbum La oreja rota aparece el enfrentamiento entre dos militares por el poder político del país: el general Alcázar y el general Tapioca. También aparece otro conflicto político con el vecino país de Nuevo Rico, promovido por la empresa petrolera estadounidense General American Oil, en relación con la supuesta existencia de pozos petrolíferos en la región del Gran Chapo. Con esto Hergé hacía referencia al hecho real de la Guerra del Chaco entre Bolivia y Paraguay (la capital de Nuevo Rico, Sanfanción, muestra una gran similitud con Asunción, la capital de Paraguay).
En el álbum Tintín y los Pícaros se muestran las conexiones con el régimen bigotista de Borduria, otro país imaginario creado por Hergé.
La ubicación de San Teodoro está en América del Sur (así se indica en Tintín y los Pícaros, cuando se comenta que Bianca Castafiore está de gira por Sudamérica y llega a San Teodoro tras pasar por Ecuador, Colombia y Venezuela, y también cuando el capitán Haddock envía un telegrama al General Tapioca). En el episodio de televisión de La oreja rota se puede observar un mapa en el cual se indica que San Teodoro está situado en el noroeste de América del Sur, al norte del Amazonas y al sur de Surinam y la Guayana (es decir, ocuparía parte del actual Brasil). En esa misma historia se ve que tiene puerto, de modo que el país limita con el mar; y también un aeropuerto.

## Historia

### Época precolombina y colonización
En la época precolombina, la región del actual San Teodoro estaba habitada por diversas culturas nativas tales como:
- Los paztecas: conjunto de pueblos que se unieron para formar el denominado Imperio pazteca. Estaban muy desarrollados con respecto a sus vecinos enemigos, los arumbayas y los bíbaros. Geniales arquitectos y astrónomos, construyeron numerosos templos y palacios. Se sustentaban de la agricultura, en la cual aplicaron exitosos métodos de cultivo, y del intercambio comercial, a través de sus excelentes vías de comunicación. Además, cobraban un fuerte tributo a los arumbayas y a los bíbaros a cambio del mantenimiento de la paz.

- Los bíbaros y los arumbayas: tribus indígenas que estaban muy atrasadas con respecto al Imperio pazteca. Sobrevivían gracias a la caza y la recolección de frutos. Vivían en simples chozas, bajo el liderazgo de un cacique.

En marzo de 1533, una expedición española al mando de Herncisco Piztés se adentró en las tierras actuales de San Teodoro . Tuvieron un primer contacto con los bíbaros, quienes recibieron como salvadores a los europeos y les ofrecieron toda clase de obsequios. Continuando la marcha, los españoles se encontraron con los arumbayas, quienes entregaron sus tierras a los conquistadores con alegría. 
Siguieron la campaña hasta que se encontraron con los paztecas. Estos, a diferencia de los pueblos anteriores, recibieron a los españoles con miedo y hostilidad. A pesar de esto, el confuso Emperador pazteca, Moctehualpa II, recibió a los conquistadores en su capital, la mítica y hermosa ciudad de Tenuzco. A los pocos días, los hombres de Píctez asesinaron al Emperador y saquearon la ciudad. En 1535, Cuathzcan, nieto de Moctehualpa, unió a lo que quedaba del ejército pazteca y empezó una rebelión que terminó con la expulsión de los españoles de Tenuzco. Herncisco Piztés apenas pudo salvar su vida.
En 1536, Piztés una vez obtenido refuerzos de Cuba, se alió militarmente con los bíbaros y los arumbayas y juntos marcharon hacía  Tenuzco. Eran en total unos 1.000 europeos y 25.000 indígenas arumbayas y bíbaros. En Tenuzco, Cuathzcan salió a enfrentarse con ellos en la batalla del Monte Tuma, donde nada pudieron hacer 50.000 hombres contra la poderosa caballería y la incesante artillería española. Fue una masacre total de los paztecas que terminó con la conquista de Tenuzco, que fue arrasada hasta las cenizas.
Una vez concluida la conquista, los españoles iniciaron la colonización de las tierras. Cerca de donde estaba situada Tenuzco, fundaron la ciudad de "Nuestra Señora de Las Dópicos" en 1539. La colonización de San Teodoro fue muy pacífica. La colonia exportaba materias primas como yerba mate, chocolate, oro y café. La sociedad nativa se mezcló con la europea, lo que tuvo como consecuencia un gran mestizaje en la población.  

### Independencia de España
La invasión napoleónica a España fue aprovechada por los patriotas santheodoreños para librarse del dominio español, que le imponía cada vez más impuestos a las exportaciones y a los negocios. En las Juntas Patrióticas de abril de 1813, se llamó a la rebelión del pueblo santheodoreño contra el yugo español. El 17 de julio de 1833, el general criollo José Olivaro lideró la sublevación de los cuarteles de la ciudad de Quemán, tras lo cual lideró al ejército pueblo por pueblo del interior del país hasta conseguir formar un ejército lo suficientemente fuerte para enfrentarse a las fuerzas del gobernador español Juan de Chania. 
En la batalla de Monte Olindo, el 3 de diciembre de 1833, 10 000 patriotas santheodoreños liderados por Olivario derrotaron a los 7.000 soldados realistas. Tras la batalla, de Chania entregó la ciudad de Las Dópicos a los patriotas y aceptó la independencia de la República, además de prestar sus servicios a San Teodoro . Pero en enero de 1834, el virrey José Yustia entró en territorio santheodoreño al mando de 20.000 soldados, con el fin de acabar con la independencia. 
El general Olivario salió a recibirlo con 7.000 hombres en la llanura de Visquia. La batalla tuvo lugar el 5 de febrero de 1834. La batalla parecía perdida para la causa independentista, pero la llegada de 5000 refuerzos patriotas al mando de propio Juan de Chania alentaron a los independentistas, que al final vencieron a los realistas en esta decisiva batalla. Yustia huyó con pocos hombres de vuelta a su ciudad. San Teodoro  era independiente. De Chania fue recibido con todos los honores en Las Dópicos.
Al poco tiempo De Chania y Olivario se convirtieron en cónsules de la República de San Teodoro. El nuevo país prosperaba bajo el gobierno fuerte pero popular de estos dos caudillos. En 1840, Juan de Chania moría por causas naturales. Con esto, la situación económica y social empeoró, y en 1842 los altos terratenientes se rebelaron contra Olivario, quien se vio obligado a exiliarse en Europa. En el Congreso de 1843 se proclamó a Julio Gomia como presidente de la nación. A partir de ahí se instauró una época interminable de rebeliones y derrocamientos, que hacen de San Teodoro uno de los países con más presidentes en la historia.

### SigloXX
En 1924, empezaron las disputas entre dos reputados militares del país, el general Alcázar, líder del Partido Nacional de San Teodoro y el general Tapioca, líder del Partido Revolucionario Popular. Así mismo, empezaban las disputas territoriales entre San Teodoro y Nuevo Rico por la región del Chapo, a causa de las investigaciones que sostenían haber encontrado petróleo en esa zona. 
En 1934, Tapioca alcanzó el poder. Pero a los dos años el general Alcázar, a través de un golpe de Estado, lo derrocó y preparó al país para una guerra contra Nuevo Rico. La astucia del coronel Tintín evitaría temporalmente la guerra, pero Alcázar lo mandó arrestar poco después tras recibir informes calumniosos sobre él. El coronel Tintín lograría huir de la cárcel, pero al huir en un blindado del ejército san theodoreño atravesó la frontera y causó inadvertidamente el detonante de la guerra. 
La guerra duró meses, pero ninguno de los dos países logró vencer al otro, y al saberse que no había petróleo en el Chapo, Nuevo Rico y San Teodoro llegan a un acuerdo de paz. Terminada la guerra, Tapioca recupera el poder, y en seguida la crisis económica se apodera del país. Tras dos décadas en la oscuridad, Alcázar derroca a Tapioca.
El apoyo del gobierno bordurio a Tapioca facilitó que este recuperase rápidamente el poder. Sin embargo, Alcázar, tras una guerra de guerrillas y un gran y rápido golpe de Estado, expulsa a Tapioca del gobierno. Alcázar, rompiendo con la tradición, decidió conmutar la  pena de muerte de su enemigo. Poco tiempo después se celebraron las primeras elecciones democráticas en el país, que actualmente vive una gran época de prosperidad y desarrollo económico.

## Ejército
El ejército de San Teodoro tiene 3487 coroneles y sólo 49 cabos. El coronel Álvarez es el ayudante de campo del jefe de Estado.

## Instituciones nacionales
El banco central en el Banco de la Nación.
La compañía aérea nacional es SANTAERO.